# Miss Mondo 1956
Miss Mondo 1956, la sesta edizione di Miss Mondo, si è tenuta il 15 ottobre 1956, presso il Lyceum Theatre di Londra. Il concorso è stato presentato da Eric Morley. Petra Schürmann, rappresentante della Germania Ovest, è stata incoronata Miss Mondo 1956.

## Risultati
| Risultato finale | Concorrente                       |
| ---------------- | --------------------------------- |
| Miss Mondo 1956  | - Germania - Petra Schürmann      |
| 2ª classificata  | - Stati Uniti - Betty Lane Cherry |
| 3ª classificata  | - Israele - Rina Weiss            |
| 4ª classificata  | - Giappone - Midoriko Tokura      |
| 5ª classificata  | - Danimarca - Anne Rye Nielsen    |
| 6ª classificata  | - Svezia - Eva Bränn              |

## Concorrenti
- Austria - Margaret Scherz
- Belgio - Madeleine Hotelet
- Danimarca -  Anne Rye Nielsen
- Egitto -  Norma Dugo
- Finlandia - Sirpa Helena Koivu
- Francia - Geneviève Solare
- Germania - Petra Susanna Schürmann
- Giappone - Midoriko Tokura
- Grecia - Maria Paraloglou
- Irlanda - Amy Kelly
- Islanda - Ágústa Guðmundsdóttir
- Israele - Rina Weiss
- Italia - Angela Portaluri
- Marocco - Lydia Marin
- Nuova Zelanda - Jeannette de Montalk
- Paesi Bassi - Ans van Pothoven
- Regno Unito - Iris Alice Kathleen Waller
- Stati Uniti -  Betty Lane Cherry
- Sudafrica - Norma Vorster
- Svezia - Eva Bränn
- Svizzera - Yolanda Daetwyler
- Tunisia - Pascaline Agnes
- Turchia - Suna Tekin
- Venezuela -  Celsa Pieri

### Debutti
- Giappone
- Marocco
- Nuova Zelanda
- Sudafrica
- Tunisia

### Ritorni
- Egitto
- Svizzera
- Turchia

### Ritiri
- Australia
- Ceylon
- Cuba
- Honduras
- Principato di Monaco